# NGC 6480
NGC 6480 ist eine aus mehreren Sternen bestehende Sternenwolke im Sternbild Skorpion. Sie wurde am 27. Juni 1837 von John Herschel mit einem 18-Zoll-Spiegelteleskop entdeckt, der bei zwei Beobachtungen „an extraordinary B nebulous portion of the milky way, on a black ground v L; an angle taken where there is a * 12m“ und „the milky way here is so sharply terminated, that the southern half of the field has few stars, while the northern is so full as to be almost nebulous“ notierte. Trotz dieser Notizen erlangte sie einen Eintrag in den Katalog.